# Modern Tech Noises According to Gabry Ponte
Modern Tech Noises According to Gabry Ponte è il primo EP del dj Gabry Ponte, pubblicato nel 2006.

## Tracce
1. Elektro Muzik Is Back (Extended) (5:23)
2. U.N.D.E.R.G.R.O.U.N.D. (6:14)
3. U.N.D.E.R.G.R.O.U.N.D. (Video Cut) (3:49)